# Marge Be Not Proud
"Marge Be Not Proud" är avsnitt elva från säsong sju av Simpsons. Avsnittet sändes på Fox i USA den 17 december 1995. I avsnittet vägrar Marge köpa TV-spelet, Bonestorm till Bart som bestämmer sig för att snatta spelet. Avsnittet skrevs av Mike Scully och regisserades av Steven Dean Moore. Scully baserade delarna på avsnittet då han snattade sin enda gången. Avsnittet fick en Nielsen ratings på 9.5 och var det fjärde mest sedda på Fox under veckan. Lawrence Tierney gästskådespelar som Don Brodka och Phil Hartman som Troy McClure.

## Handling
Julen närmar sig och Bart vill inte ha något annat än det nya videospelet Bonestorm i julklapp men Marge vägrar köpa det. Efter att Bart sett att hans kompis Milhouse fått spelet blir han avundsjuk på honom.
Bart besöker lågprisbutiken Try-N-Save där Jimbo Jones och Nelson Muntz visar honom vad de snattat från butiken. Bart bestämmer sig för att snatta spelet men blir upptäckt av butiksvakten Don Brodka som låter Bart komma undan med en varning och löfte om att inte se honom i butiken igen efter att han pratat in ett meddelande till hans föräldrar på telefonsvaren. Bart hinner hem före föräldrarna och gömmer ljudbandet med meddelandet.
Några dagar senare tvingas Bart följa med till butiken igen av föräldrarna då de ska ta fotot till julkortet där. Bart försöker undvika Brodka men han känner igen honom och börjar prata med honom. Marge får reda på sanningen, att Bart snattade. Marge blir arg på Bart och slutar bry sig om honom, han får inte vara med till exempel när familjen gör snögubbar eller blir ompysslad innan läggdags. Bart bestämmer sig för att åka till butiken igen, då han kommer hem tror Marge att snattat igen men det visar sig att han köpt en julklapp till henne, ett fotografi av honom.
Marge blir glad igen och ger Bart en tidig julklapp, Bart blir inte lika glad för presenten som hon blev då det är TV-spelet "Lee Carvallo's Putting Challenge och inte Bonestorm som han hade hoppats på, han tackar då Marge för presenten och de kramas innan Bart "provar" spelet.

## Produktion
Mike Scully skrev avsnittet och baserade på det en upplevelse i sin barndom. Scully var tolv år gammal då han besökte Bradlees i West Springfield, Massachusetts. Han blev utmanad av en grupp killar att snatta som de gör. Scully gjorde det men åkte fast och blev rädd för att snatta efter det.
Avsnittet regisserades av Steven Dean Moore. Bill Oakley anser att det är en av de bäst regisserade avsnitten i seriens historia. Avsnittet var det första julavsnittet sedan premiären med "Simpsons Roasting on an Open Fire". Enligt Oakley hade ingen författare vågat på sig att skriva om julen igen.
Lawrence Tierney gästskådespelar som Don Brodka. Josh Weinstein anser att Tierney är den tokigaste gästskådespelarna han hade. Förutom att skrika och skrämma seriens personal hade Tierney orimliga önskemål såsom att överge sin distinkta röst för att göra en dialekt från sydstaterna och vägrade säga repliker som innehöll skämt han inte förstod Oakley och Weinstein anser däremot att Tierney gjorde ett bra jobb och han är spelar en av de bästa rollfigurerna de skapat i serien. Efter Tierney avled blev "The Old Man and the Key" tillägnad honom. Phil Hartman gästskådespelar också som Troy McClure.

## Kulturella referenser
Bart ersätter bandet med "Hello Muddah, Hello Fadduh" av Allan Sherman. Lee Carvallo har en golfsimulator i avsnittet som en referens till "Lee Trevino's Fighting Golf". Andra TV-spel är "A Streetcar Named Death" som är en referens till Linje Lusta, Simreich är Simcity, "Operation: Resume" är Operation: Wolf", "Save Hitler's Brain" är They Saved Hitler's Brain. Spelfigurer som medverkar i avsnittet är Mario, Luigi, Donkey Kong och Sonic.

## Mottagande
Avsnittet sändes på Fox i USA den 17 december 1995. Avsnittet finns med i videoutgåvan Bart Wars. Avsnittet hamnade på plats 47 över mest sedda program under veckan med en Nielsen ratings på 9.5. Det var det fjärde mest sedda programmet på Fox under veckan.
I boken Can't Believe It's a Bigger and Better Updated Unofficial Simpsons Guide har Warren Martyn och Adrian Wood skrivit att avsnittet är ett julavsnitt som visar relationen mellan Marge och Bart. Dave Foster på DVD Times anser att tack vare en skarpt manus från författarna fungerar avsnittet mycket bra som både en underhållande inblick i hur ett barns sinne fungerar och som ett starkt relationsbyggande avsnitt mellan Bart och Marge. Från DVD Movie Guide har Colin Jacobson skrivit att trots att avsnittet ibland är tråkigt innehåller det fortfarande några delar med skratt. Jacobson har skrivit att Lawrence Tierney räddar avsnittet. Avsnittet är inte en klassisker men innehåller tillräcklig med underhållning för att tillfredsställa tittarna. Jennifer Malkowski från DVD Verdict anser att bästa delen i avsnittet är då Bart gör en snögubbe från snön under bilen. Hon gav avsnittet betyget B. Under 2011 ansåg Richard Lawson från The Atlantic Wire att avsnittet är det bästa julavsnittet i seriens historia och det finns inget bättre än dataspelsskämt speciellt då den gästskådespelas av fanatiska Lawrence Tierney.